# Bebedouro
Bebedouro – miasto i gmina w Brazylii, w stanie São Paulo. Znajduje się w mezoregionie Ribeirão Preto i mikroregionie Jaboticabal.
W mieście ma siedzibę klub piłkarski Inter de Bebedouro.